# Catalogo SAO
Il catalogo SAO (nome completo Smithsonian Astrophysical Observatory Star Catalogue) è un catalogo stellare. Fu pubblicato dallo Smithsonian Astrophysical Observatory nel 1966 e contiene 258 997 stelle. Il catalogo fu compilato a partire da vari altri cataloghi astrometrici precedenti, e contiene stelle fino alla nona magnitudine, delle quali era conosciuto con precisione il moto proprio.
I nomi del catalogo SAO iniziano con le lettere SAO, seguite da un numero. I numeri sono assegnati dividendo il cielo in 18 bande di 10 gradi di declinazione e ordinando le stelle in ascensione retta all'interno di ogni banda.

## Esempi di numerazione del catalogo SAO
- SAO 67174 è Vega;
- SAO 113271 è Betelgeuse;
- SAO 40012 è HD 277559;
- SAO 159459 è HD 140283;
- SAO 158687 è la stella che è stata occultata da Urano il 10 marzo 1977 e tale circostanza ha portato alla scoperta degli anelli di Urano.